# Julus matulici
Julus matulici är en mångfotingart som beskrevs av Karl Wilhelm Verhoeff 1901. Julus matulici ingår i släktet Julus och familjen kejsardubbelfotingar. Inga underarter finns listade i Catalogue of Life.